# George W. Peck

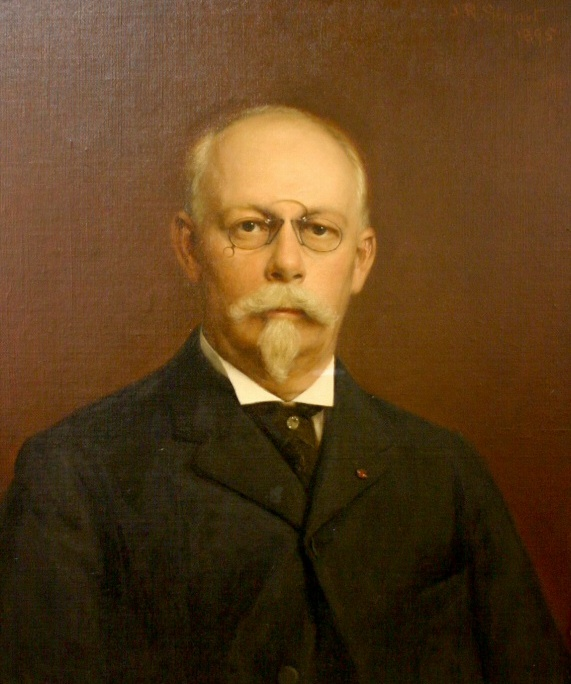
George Wilbur Peck

George Wilbur Peck (* 28. September 1840 in Henderson, Jefferson County, New York; † 16. April 1916 in Milwaukee, Wisconsin) war ein US-amerikanischer Politiker und von 1891 bis 1895 der 17. Gouverneur des Bundesstaates Wisconsin.

## Frühe Jahre
George Peck kam im Jahr 1843 mit seinen Eltern nach Cold Springs in Wisconsin. Dort besuchte er die örtlichen Schulen. Danach arbeitete er im Pressewesen. Er war Mitbesitzer der Zeitung „Watertown Republican“. Später arbeitete er für das „Wisconsin State Journal“ in Madison. Zwischen 1863 und 1865 nahm er als Kavallerist am Bürgerkrieg teil. Nach dem Krieg widmete sich Peck wieder dem Pressewesen. Im Jahr 1871 wurde er Herausgeber der Zeitung „LaCrosse Democrat“ und 1874 gründete er die Zeitung „The Sun“, die er 1878 nach einem Umzug nach Milwaukee in „Peck’s Sun“ umbenannte. In dieser Zeitung veröffentlichte er auch humoristische Geschichten einschließlich seiner im damaligen Amerika sehr bekannten „Pecks Bad Boys“-Geschichten, die später sogar teilweise verfilmt wurden.

## Politische Laufbahn
Peck war Mitglied der Demokratischen Partei. Im Jahr 1867 wurde er Kämmerer der Stadt Ripon und 1873 war er Polizeichef von La Crosse. Außerdem war er in der Verwaltung des Staatssenats angestellt. Im Jahr 1890 wurde Peck zum Bürgermeister von Milwaukee gewählt. Da er aber kurz darauf zum neuen Gouverneur seines Staates gewählt wurde, konnte er seine Amtszeit als Bürgermeister nicht beenden.
Peck trat seinen neuen Posten am 5. Januar 1891 an. Nach einer Wiederwahl im Jahr 1892 konnte er bis zum 7. Januar 1895 im Amt verbleiben. In dieser Zeit war die Umverteilung (Reapportionment) des Haushalts ein politischer Schwerpunkt in Wisconsin. Ein anderes wichtiges Thema war eine Auseinandersetzung zwischen der von den Demokraten beherrschten Regierung bzw. dem Parlament und den Gerichten, die oftmals gegen Regierungsvorschläge votierten. Im Jahr 1894 scheiterte Peck bei dem Versuch, in eine dritte Amtszeit gewählt zu werden. Mit einem Stimmenanteil von 37,9 Prozent unterlag er dem Republikaner William H. Upham deutlich.
Nach dem Ende seiner Amtszeit widmete sich Peck wieder seinen privaten Interessen. Im Jahr 1904 bewarb er sich nochmals erfolglos um eine Rückkehr in das Amt des Gouverneurs; diesmal unterlag er mit 39,2 Prozent der Stimmen Amtsinhaber Robert M. La Follette. Den Rest seines Lebens verbrachte er in Milwaukee. Er starb im Jahr 1916 an den Folgen einer Nierenerkrankung und wurde auf dem Forest Home Cemetery beigesetzt. George Peck war mit Francena Rowley verheiratet, mit der er zwei Kinder hatte.